# Labé
Labé er en by i det nordlige Guinea, hovedby i regionen Fouta Djallon. Byen har et indbyggertal på 107.695 (2007).